# Montastruc-la-Conseillère
Montastruc-la-Conseillère är en kommun i departementet Haute-Garonne i regionen Occitanien i södra Frankrike. Kommunen ligger i kantonen Montastruc-la-Conseillère som tillhör arrondissementet Toulouse. År 2022 hade Montastruc-la-Conseillère 3 719 invånare.

## Befolkningsutveckling
Antalet invånare i kommunen Montastruc-la-Conseillère
Referens:INSEE